# Astrodon

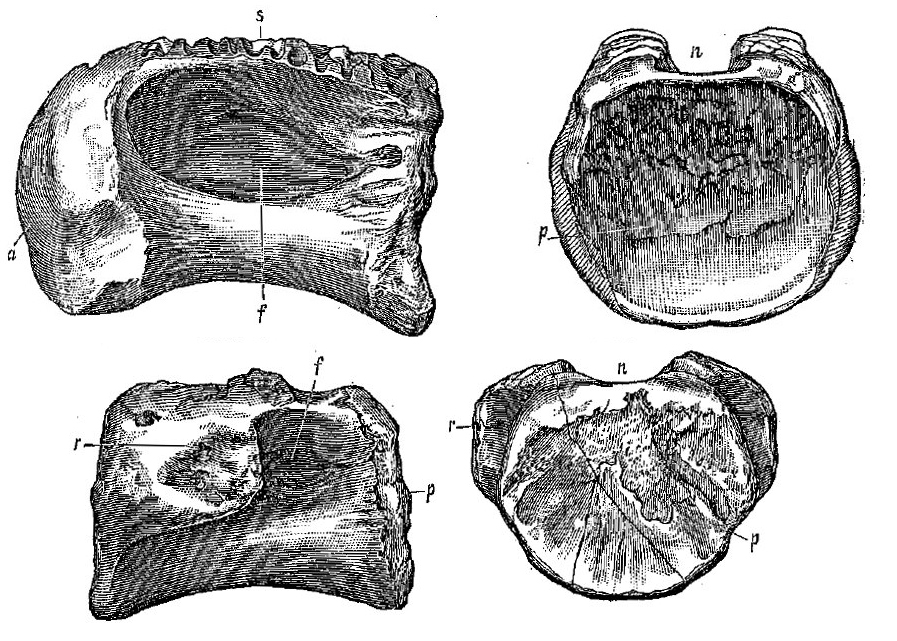
Rückenwirbel von Pleurocoelus. Heute gilt diese Gattung als dieselbe wie Astrodon.

Astrodon ist eine Gattung sauropoder Dinosaurier aus der Gruppe der Titanosauriformes, die mit Brachiosaurus verwandt war und in der Unterkreide Nordamerikas lebte. Wie alle Sauropoden war Astrodon ein großer, quadrupeder (vierfüßiger) Pflanzenfresser mit langem Hals und Schwanz. Die Art Astrodon johnstoni wurde bereits 1865 anhand von Zähnen beschrieben, die in der Arundel-Formation  (mittleres bis spätes Aptium) in Maryland (USA) gefunden wurden. Weiteres Material der Arundel-Formation wurde von Othniel Charles Marsh (1888) als Pleurocoelus (Pleurocoelus nanus und Pleurocoelus altus) beschrieben, obwohl Gilmore (1921) vermutete, dass alle diese Funde zu einer einzigen Spezies gehören – wobei der Name Astrodon Priorität hätte, da er als erstes vergeben wurde. Diese Meinung wird von Carpenter und Tidwell (2005) unterstützt, welche die erste umfangreiche Beschreibung der Überreste veröffentlichten – nach diesen Forschern stellt Astrodon johnstoni den einzigen gültigen Namen dar. Trotzdem herrscht noch immer Uneinigkeit, ob Pleurocoelus oder Astrodon als Name für den Sauropoden verwendet werden sollte. In der folgenden Beschreibung wird Pleurocoelus als Synonym von Astrodon betrachtet.

## Merkmale
Astrodon ist durch eine Vielzahl oft isoliert gefundener Knochen bekannt, die insgesamt den Großteil des Skelettes abdecken. Die meisten Funde stammen von Jungtieren, was sich unter anderem daran zeigt, dass die Knochen klein sind, dass die Knochen des Hirnschädels (Neurocranium) nicht miteinander verschmolzen waren und dass Narben an den Knochen, die von Muskelansätzen herrühren, wenig ausgeprägt waren. Diagnostische Merkmale finden sich besonders an den Wirbeln; so waren die Halswirbel im Vergleich zu Brachiosaurus und Sauroposeidon kurz und sehr breit, was auf einen vergleichsweise kurzen Hals schließen lässt. Ein wichtiges Unterscheidungsmerkmal (Autapomorphie) sind auch die ungewöhnlich großen Pleurocoele (seitliche Aushöhlungen) der Präsakralwirbel (die Wirbel vor dem Kreuzbein, also Hals- und Rückenwirbel), da viele andere Vertreter der Titanosauriformes lediglich schwache Pleurocoele zeigen. Einige Autoren vermuteten, die Pleurocoele seien ausgeprägt, weil es sich bei den gefundenen Individuen meist um Jungtiere handelte – tatsächlich sind ausgeprägte Pleurocoele ein typisches Merkmal für juvenile Sauropoden, wie man es z. B. bei Camarasaurus beobachten kann. Carpenter und Tidwell (2005) bemerken jedoch, dass die Pleurocoele von juvenilen Camarasaurus im Verhältnis zum Wirbelkörper viel kleiner waren als die von Astrodon.

## Fundgeschichte und Namensgebung

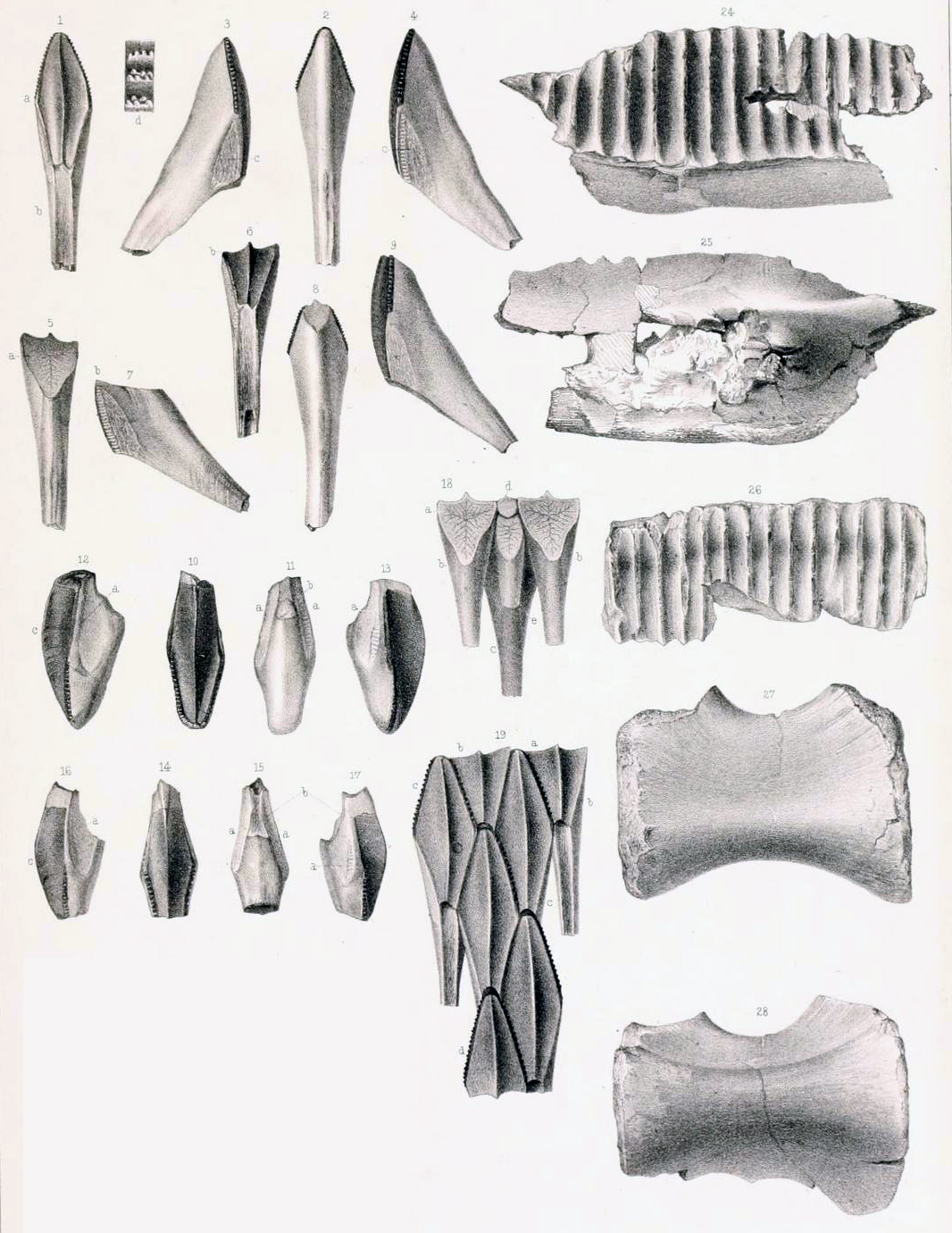
Platte XIII aus „Cretaceous Reptiles of the United States“, unten links sind Zähne von Astrodon zu sehen.

Christopher Johnston benannte die Gattung Astrodon bereits im Jahr 1859 anhand eines Zahns und eines Zahnbruchstücks, die nahe Bladensburg in Maryland gefunden wurden, stellte aber keinen Artnamen auf. Erst 1865 stellte Joseph Leidy das Artepitheth johnstoni zu Ehren Johnstons auf und wird nach den Internationalen Regeln für die Zoologische Nomenklatur (ICZN) als Autor des Namens Astrodon johnstoni geführt. Astrodon ist der erste aus Nordamerika benannte Sauropode und wäre der zweite aus Nordamerika benannte Dinosaurier überhaupt gewesen, hätte Johnston eine Art aufgestellt. Johnston wählte den Namen Astrodon, der sich aus den altgriechischen Wörtern astron – „Stern“ und odon – „Zahn“ zusammensetzt, da der gefundene Zahn strahlenförmig gesägt war.
John Hatcher entdeckte in den Jahren 1887 und 1888 weiteres Sauropodenmaterial, welches Marsh (1888) zwei neuen Arten zuordnete, Pleurocoelus nanus und Pleurocoelus altus, obwohl gefundene Zähne der beiden Arten starke Ähnlichkeiten mit den Astrodon-Zähnen hatten. Carpenter und Tidwell (2005, siehe Quellen) schreiben dazu: „As it was common for the time, Marsh did not refer any of his specimens to a previously named taxon, especially one created by someone else“ (auf Deutsch etwa: „Wie zu dieser Zeit üblich schrieb Marsch keines seiner Funde einem zuvor benannten Taxon zu, besonders nicht wenn es von jemand anderem aufgestellt wurde“). Spätere Autoren, bis auf Salgado et al. (1995), vermuten, dass die Funde zu einer einzigen Sauropoden-Spezies gehörten (z. B. Hatcher 1903, Lull 1911, Gilmore 1921 oder Ostrom 1970). Carpenter und Tidwell (2005), welche das gesamte Material neu untersucht haben, bestätigen die Zugehörigkeit der Knochen zu nur einer Spezies und sehen Astrodon johnstoni als einzigen gültigen Namen an.
Marsh stellte 1898 die Familie Pleurocoelidae auf, welche Pleurocoelus beinhalten sollte. Die von Marsh genannten diagnostischen Merkmale dieses Taxons fanden sich jedoch auch bei anderen Sauropoden, weshalb sich die Familie nicht abgrenzen lässt und somit nicht mehr akzeptiert wird. Funde aus Texas wurden in der Vergangenheit ebenfalls dem Pleurocoelus zugeordnet (Langston, 1974; Salgado und Calvo, 1997). Gomani et al. (1999) zeigen jedoch Unterschiede in der Wirbelanatomie zu Pleurocoelus auf und grenzen den Texas-Sauropoden von Pleurocoelus ab.